# カザフスタン政府による中間者攻撃
2015年、カザフスタン政府は、国内のインターネット利用者のHTTPS通信への中間者攻撃を可能にするルート証明書を発行した。政府はこの証明書を「国家安全保障証明書」と説明した。この証明書を利用者のデバイスにインストールすると、カザフスタン政府が管理するシステムを通過するあらゆる通信の傍受・復号・再暗号化が可能となる。
2019年7月、カザフスタン国内のISPは、政府の認証局であるQaznet Trust Networkが発行する証明書（現在はQaznet Trust Certificateと呼ばれる）をインストールする必要があると顧客に通知し始めた。
Google、Facebook、Twitterが運用するサイトが、カザフスタン政府の当初の標的であったと見られている。
2019年8月21日、MozillaとGoogleは、政府発行の証明書が利用者により手動でインストールされた場合であっても、FirefoxとChromeが証明書を受け入れないようブラウザに変更を加えると発表した。AppleもSafariに同様の変更を加えると発表した。2019年8月現在、Microsoftは自社のブラウザに変更を加えていないものの、政府発行の証明書を自社のブラウザの信頼済みルートストアに登録しておらず、利用者が証明書を手動でインストールしない限り影響がないと説明した。
2020年12月、カザフスタン政府は再び政府発行のルート証明書を導入することを試みた。これは3度目の試みであった。これに対し、ブラウザベンダー各社は再び、ブラウザで証明書を無効化することでそのような試みを阻止すると発表した。